# Seznam států USA podle nadmořské výšky

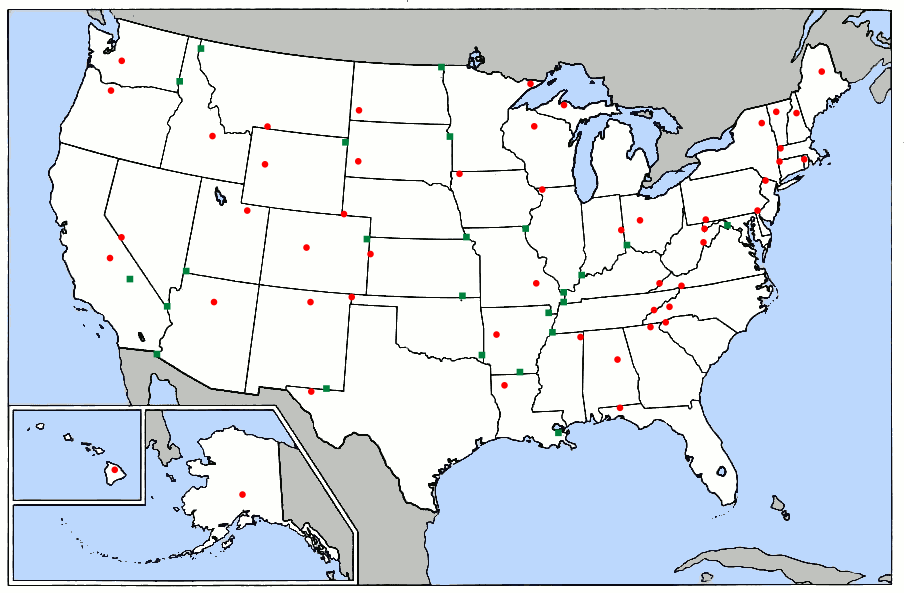
Nejvyšší nadmořská výška jednotlivých států je znázorněna červenými tečkami, naproti tomu nejnižší nadmořskou výšku představují zelené tečky. Výjimku tvoří státy jejich nejnižší nadmořskou výšku tvoří pobřeží moře či jezera.

Tento seznam států USA sleduje u jednotlivých států hodnoty nadmořské výšky v následujících kategoriích: nejvyšší a nejnižší bod, střední nadmořská výška a rozdíl nadmořské výšky nejvyššího a nejnižšího bodu. Díky tomu srovnává hodnoty absolutních nadmořských výšek. Níže uvedená data zahrnují intervaly nejvyšších a nejnižších bodů všech padesátí států USA a federálního distriktu Columbie.
V případě hodnocení států na základě „nejvyšší“ či „nejnižší“ nadmořské výšky záleží na definici pojmů. Například státem s nejvyšší nadmořskou výškou může být Aljaška, a to díky hoře Denali (6190 m n. m.), která je nejvyšším vrcholem USA. Může jím však být považováno i Colorado, které má nejvyšší průměrnou nadmořskou výšku ze všech států USA. Obdobný problém je u státu s nejnižší nadmořskou výškou. Zatímco Florida má v rámci USA vůbec nejnižší nejvyšší vrchol a zároveň nejmenší rozdíl mezi maximální a minimální nadmořskou výškou, Delaware má nejnižší průměrnou nadmořskou výšku a na území Kalifornie se nachází místo s nejnižší nadmořskou výškou na celém území USA, a to Údolí smrti (86 metrů pod hladinou světového oceánu).

## Data o nadmořské výšce
| stát                 | nejvyšší vrchol    | nejvyšší nadm. v. | nejnižší bod                | nejnižší nadm. v. | průměrná nadm. v. | rozdíl v nadm. v. |
| -------------------- | ------------------ | ----------------- | --------------------------- | ----------------- | ----------------- | ----------------- |
| Alabama              | Cheaha Mountain    | 0735 m            | Mexický záliv               | 0000 m            | 0152 m            | 0735 m            |
| Aljaška              | Denali             | 6190 m            | Tichý oceán                 | 0000 m            | 0579 m            | 6190 m            |
| Arizona              | Humphreys Peak     | 3852 m            | řeka Colorado               | 0021 m            | 1250 m            | 3830 m            |
| Arkansas             | Magazine Mountain  | 0839 m            | Ouachita River              | 0017 m            | 0198 m            | 0822 m            |
| Colorado             | Mount Elbert       | 4401 m            | Arikaree River              | 1011 m            | 2073 m            | 3390 m            |
| Connecticut          | Mount Frissell     | 0725 m            | Long Island Sound           | 0000 m            | 0152 m            | 0725 m            |
| Delaware             | Ebright Azimuth    | 0137 m            | Atlantský oceán             | 0000 m            | 0018 m            | 0137 m            |
| District of Columbia | Fort Reno          | 0125 m            | řeka Potomac                | 0000 m            | 0046 m            | 0125 m            |
| Florida              | Britton Hill       | 0105 m            | Atlantský oceán             | 0000 m            | 0030 m            | 0105 m            |
| Georgie              | Brasstown Bald     | 1458 m            | Atlantský oceán             | 0000 m            | 0183 m            | 1458 m            |
| Havaj                | Mauna Kea          | 4207 m            | Tichý oceán                 | 0000 m            | 0924 m            | 4207 m            |
| Idaho                | Borah Peak         | 3861 m            | řeka Snake                  | 0216 m            | 1524 m            | 3645 m            |
| Illinois             | Charles Mound      | 0376 m            | řeka Mississippi            | 0085 m            | 0183 m            | 0291 m            |
| Indiana              | Hoosier Hill       | 0383 m            | Ohio River                  | 0098 m            | 0213 m            | 0286 m            |
| Iowa                 | Hawkeye Point      | 0509 m            | řeka Mississippi            | 0146 m            | 0335 m            | 0363 m            |
| Jižní Dakota         | Harney Peak        | 2208 m            | Big Stone Lake              | 0294 m            | 0671 m            | 1914 m            |
| Jižní Karolína       | Sassafras Mountain | 1085 m            | Atlantský oceán             | 0000 m            | 0107 m            | 1085 m            |
| Kalifornie           | Mount Whitney      | 4421 m            | Badwater Basin, Údolí smrti | 0−86 m            | 0884 m            | 4507 m            |
| Kansas               | Mount Sunflower    | 1231 m            | Verdigris River             | 0207 m            | 0610 m            | 1024 m            |
| Kentucky             | Black Mountain     | 1263 m            | řeka Mississippi            | 0078 m            | 0229 m            | 1185 m            |
| Louisiana            | Driskill Mountain  | 0163 m            | New Orleans                 | 00−2 m            | 0030 m            | 0166 m            |
| Maine                | Mount Katahdin     | 1606 m            | Atlantský oceán             | 0000 m            | 0183 m            | 1606 m            |
| Maryland             | Hoye-Crest         | 1024 m            | Atlantský oceán             | 0000 m            | 0107 m            | 1024 m            |
| Massachusetts        | Mount Greylock     | 1064 m            | Atlantský oceán             | 0000 m            | 0152 m            | 1064 m            |
| Michigan             | Mount Arvon        | 0603 m            | Erijské jezero              | 0174 m            | 0274 m            | 0429 m            |
| Minnesota            | Eagle Mountain     | 0701 m            | Hořejší jezero              | 0183 m            | 0366 m            | 0518 m            |
| Mississippi          | Woodall Mountain   | 0246 m            | Mexický záliv               | 0000 m            | 0091 m            | 0246 m            |
| Missouri             | Taum Sauk Mountain | 0540 m            | řeka Saint Francis          | 0070 m            | 0244 m            | 0470 m            |
| Montana              | Granite Peak       | 3904 m            | řeka Kootenay               | 0549 m            | 1036 m            | 3355 m            |
| Nebraska             | Panorama Point     | 1653 m            | Missouri River              | 0256 m            | 0792 m            | 1397 m            |
| Nevada               | Boundary Peak      | 4007 m            | řeka Colorado               | 0146 m            | 1676 m            | 3861 m            |
| New Hampshire        | Mount Washington   | 1917 m            | Atlantský oceán             | 0000 m            | 0305 m            | 1917 m            |
| New Jersey           | High Point         | 0550 m            | Atlantský oceán             | 0000 m            | 0076 m            | 0550 m            |
| New York             | Mount Marcy        | 1629 m            | Atlantský oceán             | 0000 m            | 0305 m            | 1629 m            |
| Nové Mexiko          | Wheeler Peak       | 4013 m            | Red Bluff Reservoir         | 0866 m            | 1737 m            | 3147 m            |
| Ohio                 | Campbell Hill      | 0472 m            | Ohio River                  | 0139 m            | 0259 m            | 0334 m            |
| Oklahoma             | Black Mesa         | 1516 m            | Little River                | 0088 m            | 0396 m            | 1428 m            |
| Oregon               | Mount Hood         | 3429 m            | Tichý oceán                 | 0000 m            | 1006 m            | 3429 m            |
| Pensylvánie          | Mount Davis        | 0979 m            | řeka Delaware               | 0000 m            | 0335 m            | 0979 m            |
| Rhode Island         | Jerimoth Hill      | 0247 m            | Atlantský oceán             | 0000 m            | 0107 m            | 0247 m            |
| Severní Dakota       | White Butte        | 1069 m            | řeka Red                    | 0229 m            | 0579 m            | 0840 m            |
| Severní Karolína     | Mount Mitchell     | 2037 m            | Atlantský oceán             | 0000 m            | 0213 m            | 2037 m            |
| Tennessee            | Clingmans Dome     | 2025 m            | řeka Mississippi            | 0054 m            | 0274 m            | 1971 m            |
| Texas                | Guadalupe Peak     | 2667 m            | Mexický záliv               | 0000 m            | 0518 m            | 2667 m            |
| Utah                 | Kings Peak         | 4123 m            | Beaver Dam Wash             | 0610 m            | 1859 m            | 3514 m            |
| Vermont              | Mount Mansfield    | 1340 m            | jezero Champlain            | 0029 m            | 0305 m            | 1311 m            |
| Virginie             | Mount Rogers       | 1746 m            | Atlantský oceán             | 0000 m            | 0290 m            | 1746 m            |
| Washington           | Mount Rainier      | 4392 m            | Tichý oceán                 | 0000 m            | 0518 m            | 4392 m            |
| Wisconsin            | Timms Hill         | 0595 m            | Michiganské jezero          | 0176 m            | 0320 m            | 0418 m            |
| Wyoming              | Gannett Peak       | 4209 m            | Belle Fourche River         | 0945 m            | 2042 m            | 3264 m            |
| Západní Virginie     | Spruce Knob        | 1482 m            | Potomac River               | 0073 m            | 0457 m            | 1409 m            |